# Tanella Boni

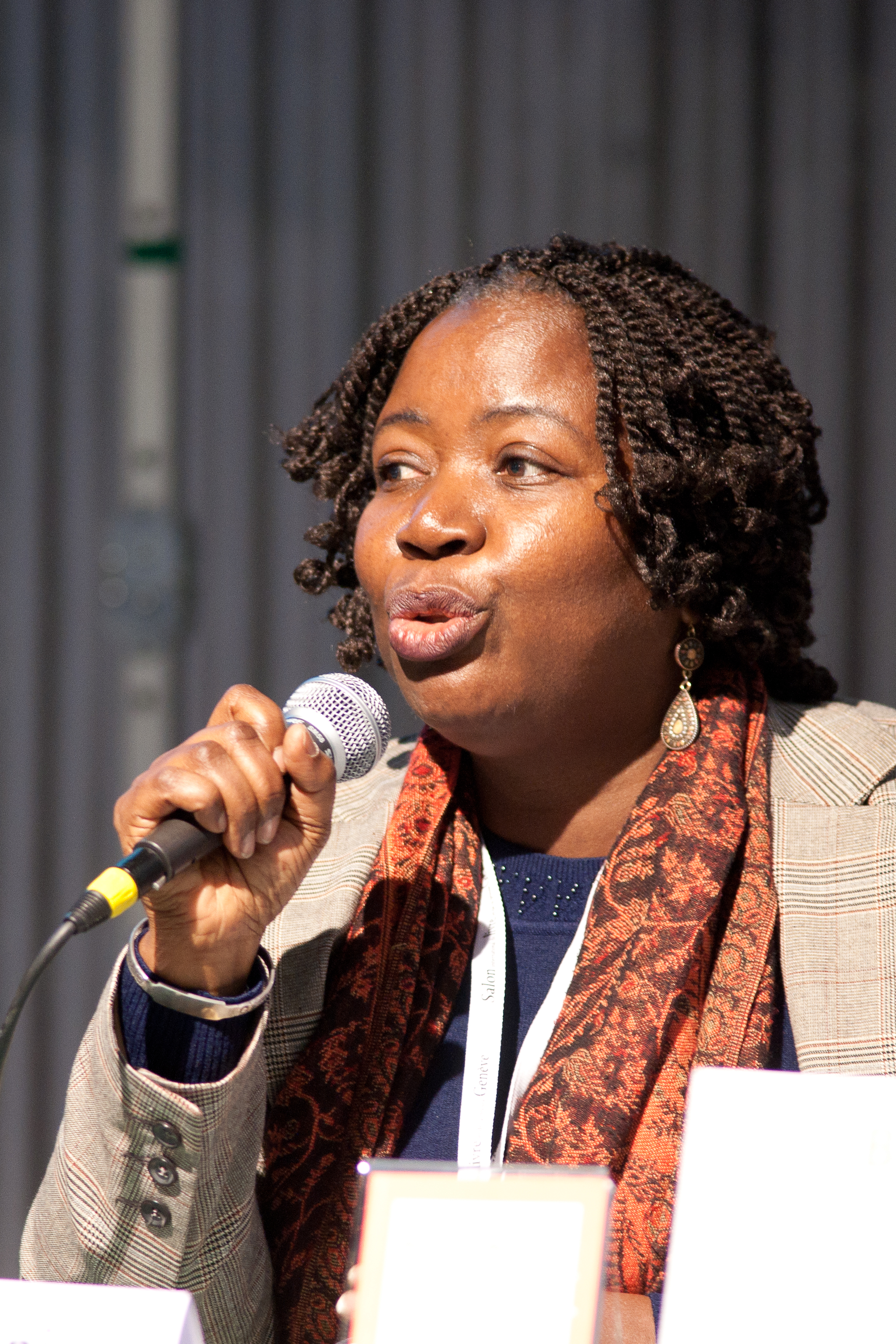
Tanella Boni la Salonul de carte din Geneva, 2012

Tanella Boni - Salonul de carte din Geneva 2012
Tanella Boni - Salon de carte din Geneva 2012
(Suzanne) Tanella Boni este o scriitoare ivoriană francofonă născută în Abidjan în 1954.
Tanella Boni și-a început studiile superioare la Toulouse și la Paris. Este profesor de filosofie la Universitatea Cocody din Abidjan. Este poetă, romancieră și critică. A scris, de asemenea, și literatură pentru copii.
A fost președintele Asociației scriitorilor din Coasta de Fildeș din 1991 până în 1997. Este organizatorul Festivalului Internațional de Poezie din Abidjan.
În 2005 a primit Premiul Ahmadou Kourouma pentru romanul său Matins de couvre-feu.